# Niels Frederiksen
Niels Frederiksen (ur. 5 listopada 1970 w Odense) – duński trener piłkarski, od sezonu 2024/2025 trener Lecha Poznań.

## Kariera trenerska
Frederiksen rozpoczął karierę jako pierwszy trener w Lyngby Boldklub w 2009 roku, po prawie dwudziestu latach spędzonych jako trener młodzieży w drużynach B 1913, B.93 i Lyngby. Pozostał na tym stanowisku przez prawie cztery lata. Następnie był trenerem Esbjerg, co doprowadziło ich do piątego miejsca w krajowej lidze, a także do najlepszego wyniku w historii ich występów w europejskich pucharach: 1/16 finału Ligi Europy, w której klub został wyeliminowany przez Fiorentinę. W 2015 roku został zwolniony. Później został selekcjonerem reprezentacji Danii do lat 21. W czerwcu 2019 roku objął stanowisko pierwszego trenera Brøndby, zastępując Alexandra Zornigera. Poprowadził klub do pierwszego od 16 lat tytułu mistrza Danii w Superlidze w sezonie 2020/21.
14 maja 2024 roku został ogłoszony trenerem Lecha Poznań od sezonu 2024/2025 (sezon w maju dokończył jeszcze Mariusz Rumak). Związał się kontraktem ważnym od 1 lipca 2024 do 30 czerwca 2026. W sezonie 2024/2025 zdobył z Lechem mistrzostwo Polski.

## Sukcesy

### Brøndby IF
- Mistrzostwo Danii: 2020/2021

### Lech Poznań
- Mistrzostwo Polski: 2024/2025